# Ашера (порода кішок)
Ашера (англ. ashera) — порода кішок, названа на честь богині Астарти. Заявлялося, що була виведена в 2006 році біотехнологічною компанією Lifestyle Pets на основі генів африканського сервала, азійської леопардової кішки й звичайної домашньої кішки. Проте тест ДНК довів, що кішка є добре відомою породою Савана.
У фотографіях Ашера впізнав своїх вихованців Кріс Ширк, заводчик кішок породи Саванна в Пенсільванії (США). Покупець кішок у К. Ширка був співробітником компанії «Lifestyle Pets», без дозволу, по-шахрайськи видав цих кішок і їх фотографії за нову породу. Американська компанія «US Fish and Wildlife» провела розслідування, в ході якого у передбачуваних батьків «ашери» були взяті зразки крові для проведення аналізу тесту ДНК і доставлені в офіційну державну судову лабораторію Нідерландів. Результати офіційного тесту ДНК повністю підтвердили заявлену Крісом інформацію.
За заявами «Lifestyle Pets» — найбільша з домашніх кішок, може досягати ваги 14 кг і в довжину 1 метра, гіпоалергенна.

## Виноски
1. ↑  Офіційний сайт компанії Lifestyle Pets. Архів оригіналу за 21 грудня 2014. Процитовано 20 лютого 2019.
2. ↑  Cat designer declares war [Архівовано 30 січня 2011 у Wayback Machine.], The Scientist, February 5, 2008
3. ↑  DNA evidence proves that Ashera is Savannah. Архів оригіналу за 8 липня 2011. Процитовано 18 грудня 2010.